# Slovenska republiška liga 1960-1961
La Slovenska republiška nogometna liga 1960./61. (it. "Campionato calcistico della Repubblica di Slovenia 1960-61") fu la tredicesima edizione del campionato della Repubblica Popolare di Slovenia. In questa stagione era nel terzo livello della piramide calcistica jugoslava.
Il campionato venne vinto dal Maribor, al suo primo titolo nella competizione. Questa vittoria diede loro l'accesso agli spareggi per la Druga Liga 1961-1962.
Il NK Maribor non esisteva ad inizio stagione: è nato il 12 dicembre 1960, ereditando i punti ed i giocatori dello ŽŠD Maribor (primo in classifica al momento) ed i migliori giocatori del NK Branik, società sciolta l'11 agosto dello stesso anno.
Il capocannoniere del torneo fu Bogdan Pirc, del ŽNK Lubiana, con 26 reti.
Un nuovo Železničar Maribor rinasce come nuovo club, ripartendo dalle serie inferiori.

## Squadre partecipanti
| Squadra    | Città         | Stagione 1959-60 | Stagione 1959-60          |
| Squadra    | Città         | Pos.             | Divisione                 |
| ---------- | ------------- | ---------------- | ------------------------- |
| Kladivar   | Celje         | 2°               | Slovenska zona            |
| Železničar | Maribor       | 3°               | Slovenska zona            |
| Rudar      | Trbovlje      | 4°               | Slovenska zona            |
| Triglav    | Kranj         | 5°               | Slovenska zona            |
| Mura       | Murska Sobota | 6°               | Slovenska zona            |
| ŽNK        | Lubiana       | 7°               | Slovenska zona            |
| Ilirija    | Lubiana       | 8°               | Slovenska zona            |
| Krim       | Lubiana       | 9°               | Slovenska zona            |
| Gorica     | Nova Gorica   | 10°              | Slovenska zona            |
| Slovan     | Lubiana       | 1°               | Podsavezna liga Ljubljana |
| Olimp      | Celje         | 1°               | Podsavezna liga Celje     |
| Nafta      | Lendava       | 1°               | Podsavezna liga Maribor   |

## Classifica
|  | Pos. | Squadra        | Pt | G  | V  | N | P  | GF | GS | QR    |
|  | ---- | -------------- | -- | -- | -- | - | -- | -- | -- | ----- |
|  | 1.   | Maribor        | 35 | 22 | 16 | 3 | 3  | 60 | 22 | 2,727 |
|  | 2.   | Kladivar Celje | 31 | 22 | 14 | 3 | 5  | 73 | 34 | 2,147 |
|  | 3.   | ŽNK Lubiana    | 28 | 22 | 11 | 6 | 5  | 63 | 30 | 2,100 |
|  | 4.   | Rudar Trbovlje | 27 | 22 | 11 | 5 | 6  | 56 | 41 | 1,365 |
|  | 5.   | Mura           | 27 | 22 | 11 | 5 | 6  | 49 | 40 | 1,225 |
|  | 6.   | Slovan Lubiana | 22 | 22 | 8  | 6 | 8  | 43 | 33 | 1,303 |
|  | 7.   | Ilirija        | 21 | 22 | 8  | 5 | 9  | 32 | 35 | 0,914 |
|  | 8.   | Krim Lubiana   | 21 | 22 | 8  | 5 | 9  | 38 | 42 | 0,904 |
|  | 9.   | Gorica         | 18 | 22 | 6  | 6 | 10 | 32 | 56 | 0,571 |
|  | 10.  | Triglav        | 17 | 22 | 6  | 5 | 11 | 37 | 43 | 0,860 |
|  | 11.  | Olimp Celje    | 13 | 22 | 5  | 3 | 14 | 29 | 63 | 0,460 |
|  | 12.  | Nafta          | 14 | 22 | 1  | 2 | 19 | 13 | 86 | 0,151 |

Legenda:
  Ammesso agli spareggi per la Druga Liga 1961-1962.
      Promosso in Druga Liga 1961-1962.
      Retrocesso nella divisione inferiore.
Note:
Due punti a vittoria, uno a pareggio, zero a sconfitta.

## Spareggi-promozione
Le vincitrici dei gironi della terza divisione 1960-61 vennero divise in quattro gruppi per conquistare i quattro posti per la Druga Liga 1961-1962. La squadra slovena venne inserita nel "primo gruppo ovest".
Primo gruppo Ovest
- Maribor (1º in Slovenska zona)
- RIZ Zagreb (1º in Zagrebačka zona)
- Metalac Sisak (1º in Zona Karlovac−Sisak)
- Mladost Zabok (1º in Zona Varaždin−Bjelovar)
- Uljanik Pula (1º in Zona Rijeka−Pula)

| Squadra 1         | Totale | Squadra 2     | Andata | Ritorno |
| ----------------- | ------ | ------------- | ------ | ------- |
| TURNO PRELIMINARE |        |               |        |         |
| Mladost Zabok     | 2 – 6  | Maribor       | 0 – 3  | 2 – 3   |
| SEMIFINALI        |        |               |        |         |
| Maribor           | 12 – 2 | Metalac Sisak | 2 – 2  | 10 – 0  |
| Uljanik           | 2 – 1  | RIZ Zagabria  | 2 – 0  | 0 – 1   |
| FINALE            |        |               |        |         |
| Maribor           | 2 – 1  | Uljanik       | 2 – 0  | 0 – 1   |

Il Maribor viene promosso in Druga Liga 1961-1962.